# Szybowiec Szynkiewicza MS-4
Szybowiec Szynkiewicza MS-4 – polski amatorski szybowiec z okresu międzywojennego.

## Historia
Roman Szynkiewicz w 1928 r. przystąpił do budowy szybowca. Pomagali mu koledzy z gimnazjum, m.in. Bronisław Żurakowski. W opracowaniu projektu konstruktor korzystał z pomocy Mieczysława Siegla. Szybowiec był budowany w gimnazjum do którego uczęszczał konstruktor oraz w jego domu. Jeszcze przed oblataniem maszyna została zaprezentowana w ramach Tygodnia Lotniczego zorganizowanego przez Ligę Obrony Powietrznej i Przeciwgazowej w Lublinie.
Szybowiec został wykorzystany do lotów ze wzgórz w okolicach Lublina. W ich trakcie został uszkodzony, po naprawie loty kontynuowano. W następnym roku szybowiec został rozmontowany a następnie skasowany.

## Konstrukcja
Jednomiejscowy szybowiec w układzie górnopłata. Kadłub kratownicowy o przekroju prostokątnym, konstrukcji opartej o cztery podłużnice. Kabina pilota otwarta, wyposażona w drążek sterowy i orczyk. Płat dwudzielny o konstrukcji opartej o dwa dźwigary. Pokryty papierem pakowym, wyposażony w lotki. Usterzenie poziome płytowe. Podwozie stałe, złożone z dwóch równoległych płóz.